# Beatriz Fernández Ibáñez
Beatriz Fernández Ibáñez, née le 19 mars 1985 à Santander, est une handballeuse internationale espagnole évoluant au poste d'arrière gauche au CJF Fleury Loiret Handball depuis 2012.
Avec l'équipe d'Espagne, elle participe aux jeux olympiques de 2012 où elle remporte une médaille de bronze. En équipe nationale, elle atteint également la finale du Championnat d'Europe en 2008 et obtient une 3e place au Championnat du monde en 2011.

## Biographie
Joueuse majeure de l'équipe de Fleury Loiret dès son arrivée en 2012, elle participe à la montée en puissance du club, couronnée par le titre de champion de France 2015. À la fin de l'année 2015, elle résilie son contrat avec Fleury Loiret pour raisons personnelles. Elle s'engage alors avec Bera Bera à compter de janvier 2016, mais en mai de la même année elle déclare, via les réseaux sociaux, mettre un terme à sa carrière à l'issue de la saison.

## Palmarès

### En équipe nationale
- finaliste du Championnat d'Europe 2008,  Macédoine
- finaliste du championnat d'Europe 2014,  Hongrie &  Croatie
- troisième au Championnat du monde 2011,  Brésil
- médaille de bronze aux Jeux olympiques de 2012 à Londres,  Royaume-Uni

### En club
compétitions internationales
- finaliste de la coupe d'Europe des vainqueurs de coupe en 2015 (avec Fleury Loiret)

compétitions nationales
- championne de France en 2015 (avec Fleury Loiret)
- vainqueur de la coupe de la Reine en 2008 (avec CBM Astroc Sagunto)
- vainqueur de la coupe de France en 2014 (avec Fleury Loiret)
- finaliste de la coupe de la Ligue en 2014 (avec Fleury Loiret)